# Wembley Championships 1970
Il Wembley Championships 1970 è stato un torneo di tennis giocato sul sintetico indoor della Wembley Arena di Londra in Inghilterra. È stata la 26ª edizione del torneo che fa parte del Pepsi-Cola Grand Prix 1970. Il torneo si è giocato dal 16 al 21 novembre 1970.

## Campioni

### Singolare maschile
Rod Laver ha battuto in finale  Cliff Richey con il punteggio di 6–3, 6–4, 7–5

### Doppio maschile
Ken Rosewall /  Stan Smith hanno battuto in finale  Ilie Năstase /  Ion Țiriac 6–4 6–3 6–2